# Мацумото, Каори
Каори Мацумо́то (яп. 松本 薫 Мацумото Каори, 11 сентября 1987, Канадзава) — японская дзюдоистка, олимпийская чемпионка 2012 года, двукратная чемпионка мира (2010 и 2015), бронзовый призёр чемпионата мира 2011 года. Чемпионка Азии 2008 года, победительница Азиатских игр 2010 года.
Выступает в весовой категории до 57 кг. На Олимпийских играх 2012 года в Лондоне принесла Японии единственное золото в дзюдо.

### Информация о допинге.
Всемирное антидопинговое агентство (WADA) подтвердило, что документы из базы данных организации, опубликованная хакерской группой Fancy Bears является подлинной. Об этом сообщается на официальном сайте агентства. Хакеры опубликовали на своем сайте данные, согласно которым 41 спортсмен из 13 стран употребляли запрещенные вещества с разрешения WADA. В списке числится, в том числе, олимпийский чемпион: японская дзюдоистка Каори Мацумото.